# Beatrice Wood
Beatrice Wood (San Francisco, 3 de março de 1893 - Ojai, 12 de março de 1998) foi uma ceramista americana.
Depois de ter estudado arte e teatro em Paris, estabeleceu-se em Nova York, onde fundou a revista The Blind Man com o artista francês Marcel Duchamp e o escritor Henri-Pierre Roché em 1916. A publicação foi uma das primeiras manifestações do Dadaísmo nos Estados Unidos.
Começou a se interessar pela cerâmica em 1933. Estudou com os ceramistas austríacos Gertrud e Otto Natzler. Fez sua primeira exposição individual em 1949 e abriu seu próprio estúdio em 1956.
Inspirou a personagem Rose DeWitt Bukater no filme Titanic, de James Cameron[carece de fontes?]. Morreu nove dias depois de seu 105º aniversário, em Ojai, na Califórnia.